# Amphorogyne
- Commons
- Wikispecies

Amphorogyne Stauffer & Hürl. é um género botânico pertencente à família Santalaceae.

## Espécies
Apresenta três espécies:
- Amphorogyne celastroides
- Amphorogyne spicata
- Amphorogyne staufferi